# Gato de granja

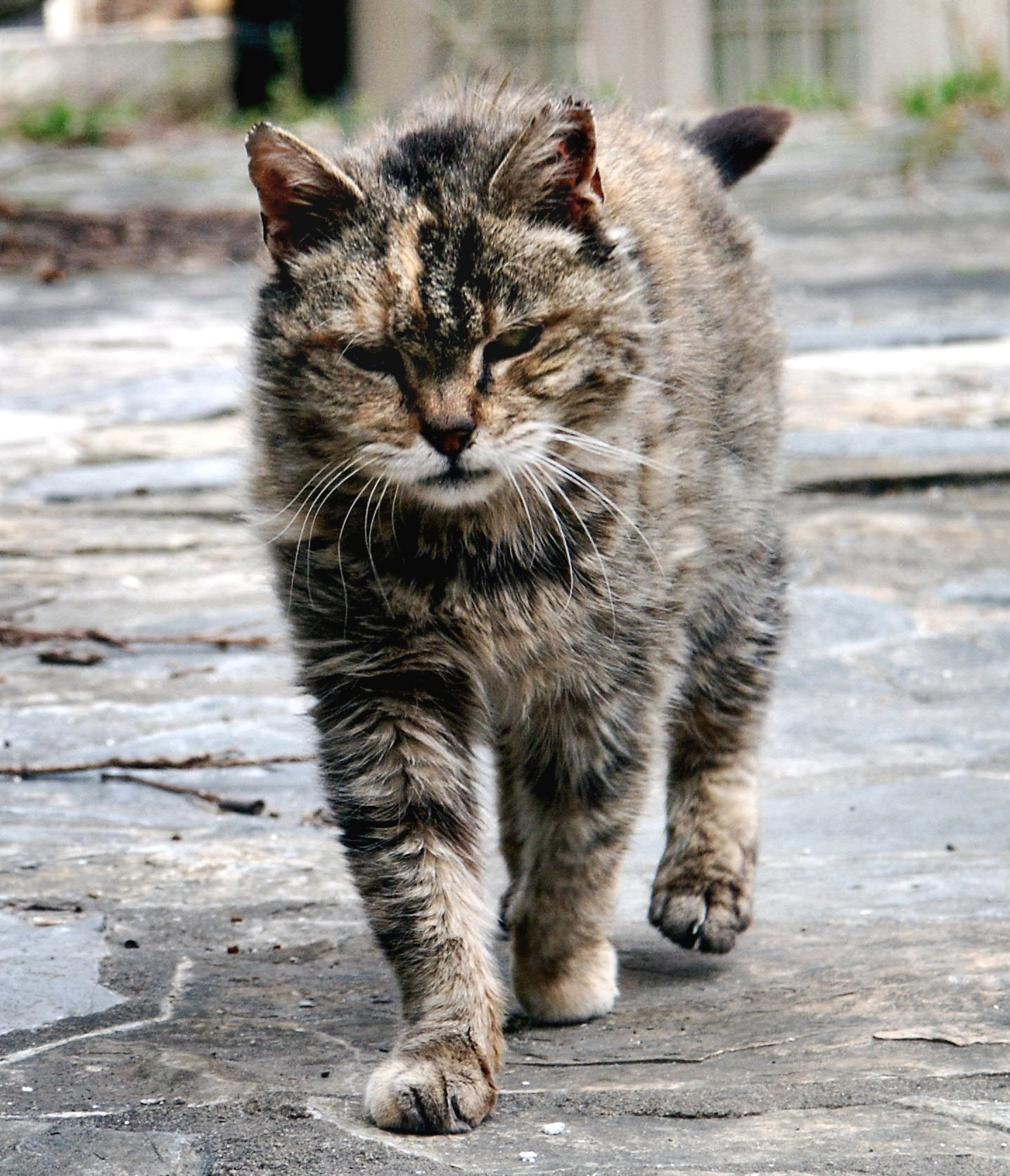
Gato de granja

Un gato de granja es un gato doméstico en libertad que vive en una colonia de gatos en una granja agrícola. Los gatos de granja viven al aire libre y se refugian en las dependencias agrícolas. Se les suministra comida, pero se les mantiene como un método de mantener a raya a los roedores comensales, especialmente ratones y topillos.
Se alimentan de conejos, roedores, musarañas, reptiles y aves que viven o buscan su alimento en las dependencias y campos de cultivo, pero también de patos, faisanes y otros animales de las propias granjas.
En Inglaterra, las colonias de gatos de granja están presentes en la mayoría de las granjas y consisten en hasta 30 gatos. Las gatas de granja muestran comportamientos alomotores; usan nidos comunales y cuidan crías de otros miembros de la colonia. Al igual que otros félidos, los machos cometen infanticidios.
Algunas organizaciones de rescate de animales mantienen los Programas Barn Cat y vuelven a alojar gatos cimarrones castrados a personas que buscan gatos de granja.
La necesidad del control de roedores puede haber sido la razón original por la que los gatos fueron domesticados. Todavía se mantienen para este objetivo, en granjas y ranchos, aunque hay estudios que muestran que por sí solos no son eficientes para el control, especialmente en el caso de las ratas o de grandes infestaciones. Las feromonas tienen un efecto aversivo sobre los ratones, que tienden a mantenerse alejados de los lugares marcados por los gatos, por lo que una vez la población ha sido reducida por otros medios, los gatos pueden mantener baja la densidad de estos roedores.

## Historia
La evidencia arqueológica sugiere que la domesticación más temprana de los gatos ocurrió alrededor del 7500 a. C. y fue motivada por la necesidad humana de proteger las reservas de granos contra las plagas de roedores.

## En la actualidad
Los gatos de granja viven en una variedad de condiciones. Algunos son salvajes con un contacto humano mínimo, sin atención veterinaria, y obtienen sustento únicamente de la depredación. Otros reciben alimentos para gatos de forma regular y atención veterinaria de rutina. Algunas colonias no son alimentadas por la creencia inexacta de que los gatos satisfechos no cazan. Sin embargo algún estudio ha mostrado que la provisión de leche aumenta la eficacia depredadora de los gatos.
Están sujetos a los riesgos inherentes a la vida al aire libre. Sus presas pueden transmitir parásitos y enfermedades, pueden lesionarse por diversos medios y pueden ser atropellados por vehículos. La depredación también es posible: los gatos y sus crías son perseguidos por mapaches, búhos, coyotes y zorros. 

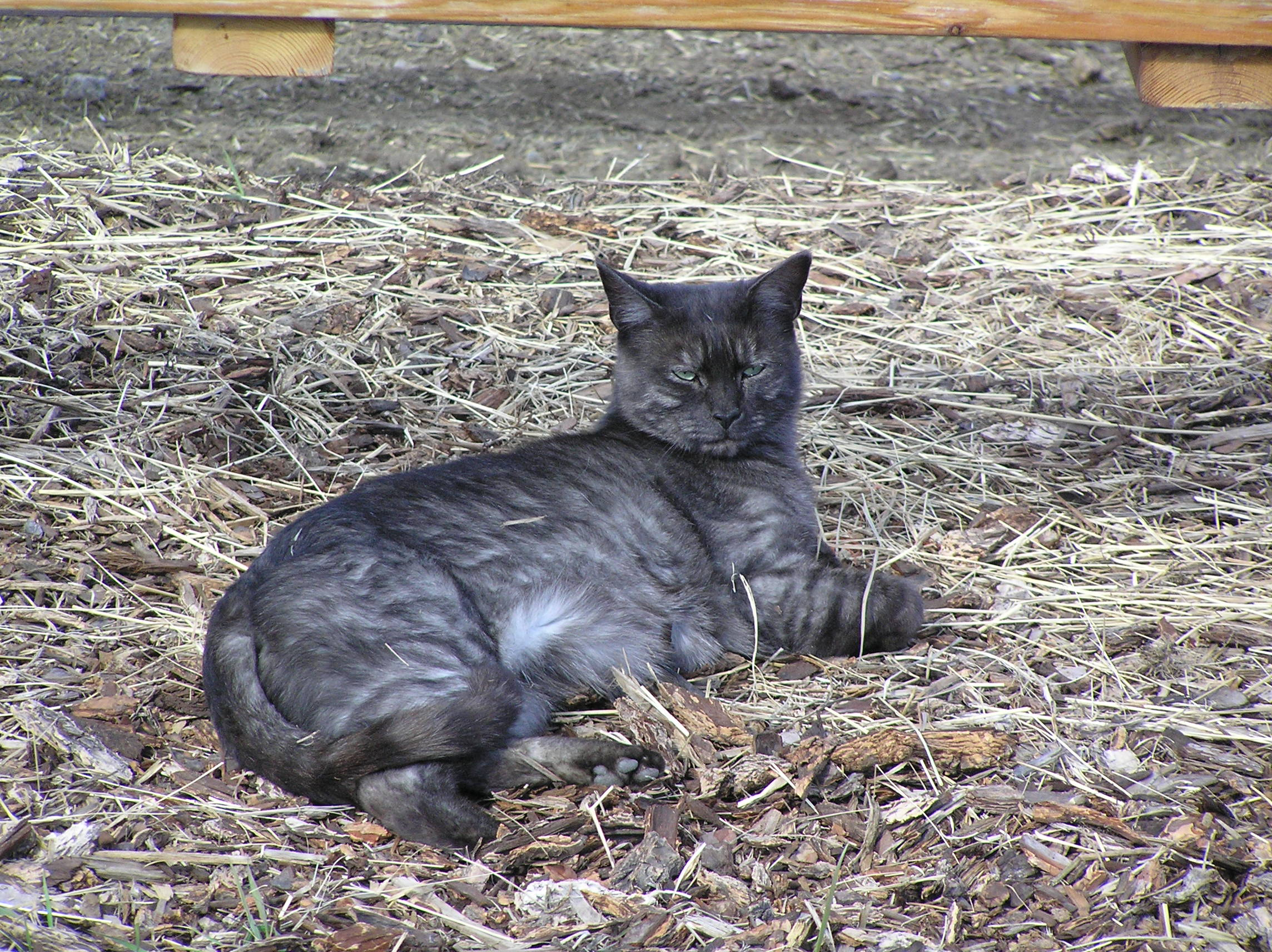
Gato domesticado, castrado, con acceso a comida complementaria para gatos y atención veterinaria regular

Los gatos de granja pueden provenir de variados orígenes. A vece se establecen de manera espontánea cuando los animales abandonados o extraviados, no invitados por los humanos, se fijan en áreas donde hay presas disponibles. En otros casos, los propietarios liberan algunos gatos a propósito. Algunos refugios de animales tienen programas Working Cat que vuelven a alojar a gatos cimarrones esterilizados en graneros, almacenes o tiendas. Estos programas han ido creciendo en popularidad en ciudades como Chicago, donde los problemas de ratas son comunes.